# Mietlicowe
Mietlicowe – podrodzina (Agrostidoideae (Dumort.) Beilschm.) i plemię (Agrostideae Dumort.) roślin należących do rodziny wiechlinowatych. Oba taksony noszą tę samą nazwę polską. Typem nomenklatorycznym jest mietlica (Agrostis).

## Charakterystyka
KwiatyKłoski małe, jednokwiatowe, zebrame w rozpierzchłe lub zbite wiechy.

## Systematyka[potrzebnyprzypis]
- Podrodzina: mietlicowe (Agrostidoideae (Dumort.) Beilschm.)
  - Plemię: mietlicowe (Agrostideae Dumort.)
    - Podplemię: ''Agrostidinae'' Fr.

Wykaz rodzajów
- mietlica (Agrostis)
- miotła (Apera)
- piaskownica (Ammophila)
- prosownica (Milium)
- trzcinnik (Calamagrostis)
- tymotka (Phleum)
- wyczyniec (Alopecurus)